# Colegio de San Gregorio
El colegio de San Gregorio de Valladolid es la sede principal del Museo Nacional de Escultura.
Es uno de los mejores ejemplos de la arquitectura del periodo de los Reyes Católicos. En particular, su patio y su portada son célebres por su refinada ornamentación, las elegantes proporciones y una ostensible simbología del poder. 
Igualmente interesante es su historia como institución docente. Destinado a colegio de Teología para frailes dominicos, adquirió una notable autoridad doctrinal y actuó como un semillero espiritual y político de la España renacentista y barroca.

## Historia

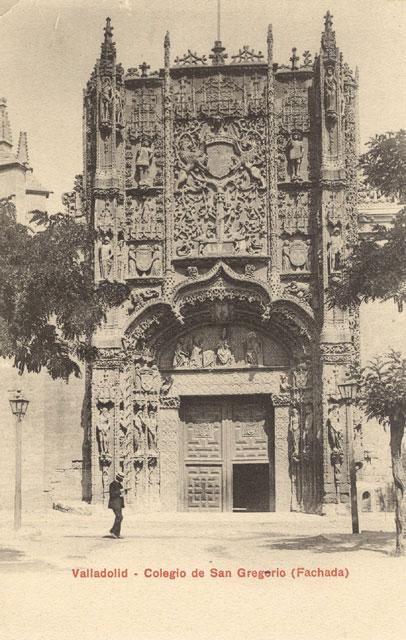
Imagen de principios del.

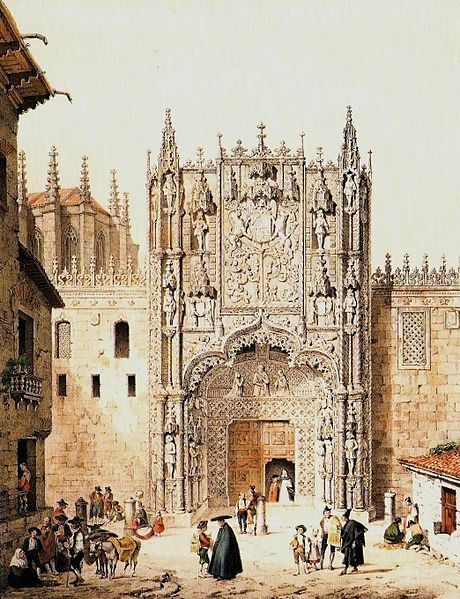
Colegio de San Gregorio de Valladolid según un grabado romántico del.

La Universidad de Valladolid fue fundada en el siglo XIII durante el reinado de Alfonso X el Sabio; como en otros países se potenció la aparición de centros colegiales, de modo que tardíamente se creó el Colegio de San Gregorio, que actuaron en paralelo o complementariamente con relación a la vida universitaria. En Valladolid se creó además el Colegio de Santa Cruz también a finales del siglo XV

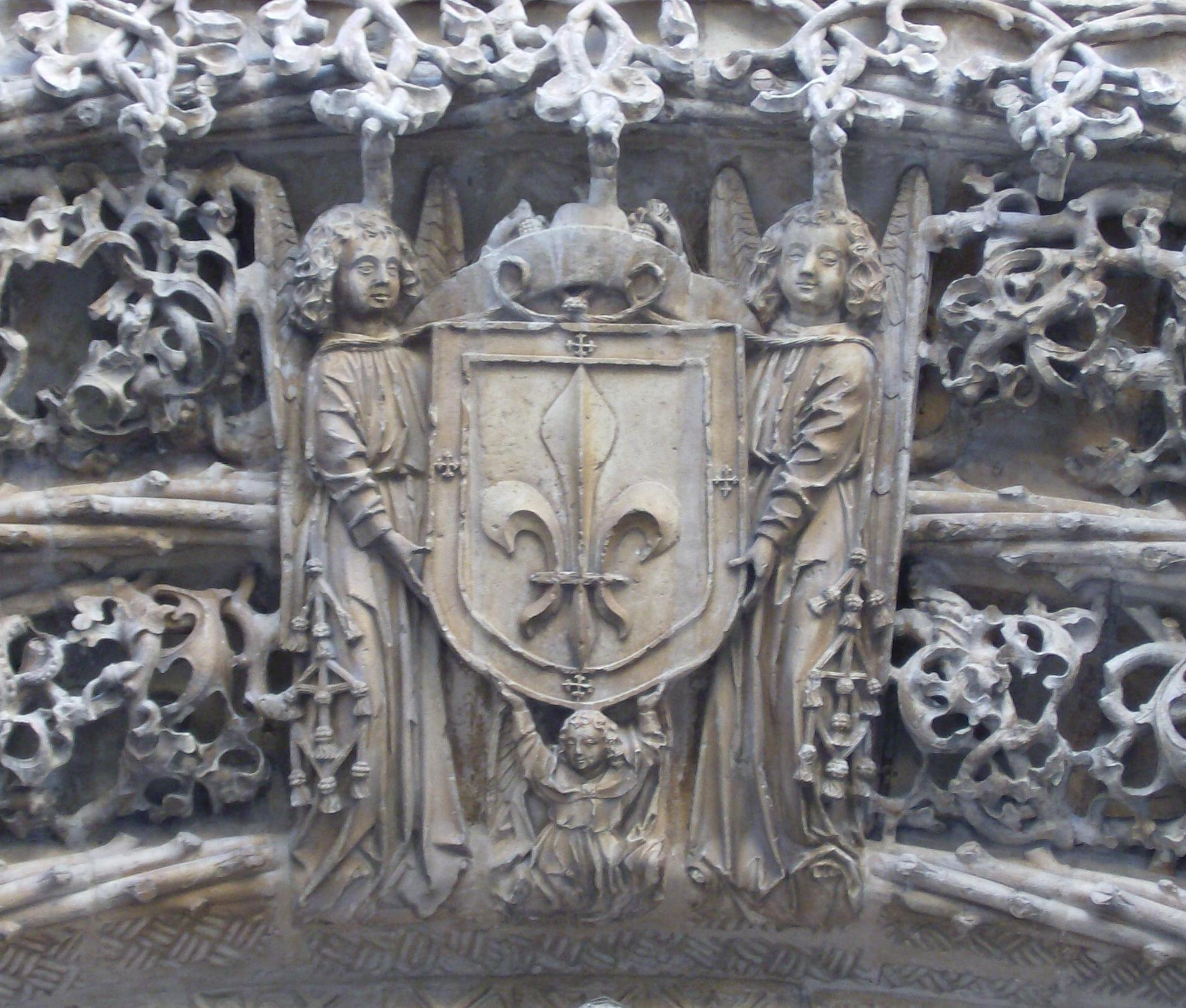
La flor de lis, emblema del fundador del Colegio.

La creación del Colegio, bajo la advocación del doctor de la Iglesia San Gregorio, fue obra del dominico Alonso de Burgos, obispo de la diócesis de Palencia y confesor de los Reyes Católicos. Alonso de Burgos condicionó su fundación a la obtención de la comunidad dominica de San Pablo de los terrenos para la construcción de su propia capilla funeraria, que serviría igualmente para el alumnado del Colegio. Tal petición se vio satisfecha en 1487: consigue el espacio necesario, lo cual fue confirmado por el Papa Inocencio VIII.
Las obras se iniciaron en 1488 aunque se había comenzado ya la construcción de la capilla funeraria, cuya puerta de entrada se percibe en el crucero sur de la Iglesia conventual de San Pablo.
El edificio se supone finalizado en 1496. El proceso de construcción se hizo desde el interior hasta al exterior; su patio principal y los salones y celdas que se abrían a este tienen una cronología más antigua que la fachada principal: la ausencia de una granada en los escudos reales, colocados en las esquinas del patio, indica que se hizo antes de 1492. 
Sus aulas se destinaron principalmente a la enseñanza de Teología, completándose con ello el conjunto de materias que se impartían en la Universidad de Valladolid. En su interior residía una comunidad de apenas veinte estudiantes, entre los que figuraron teólogos de gran prestigio y personalidades de las letras o las leyes como Bartolomé de las Casas, Melchor Cano, Luis de Granada o Francisco de Vitoria.
En el siglo XIX cesó su actividad como colegio, para pasar desde el 29 de abril de 1933 a convertirse en sede del Museo Nacional de Escultura. Tras la remodelación efectuada a comienzos del siglo XXI, desde septiembre de 2009 es la sede principal del Museo Nacional Colegio de San Gregorio, y acoge de nuevo la colección.

## Autoría

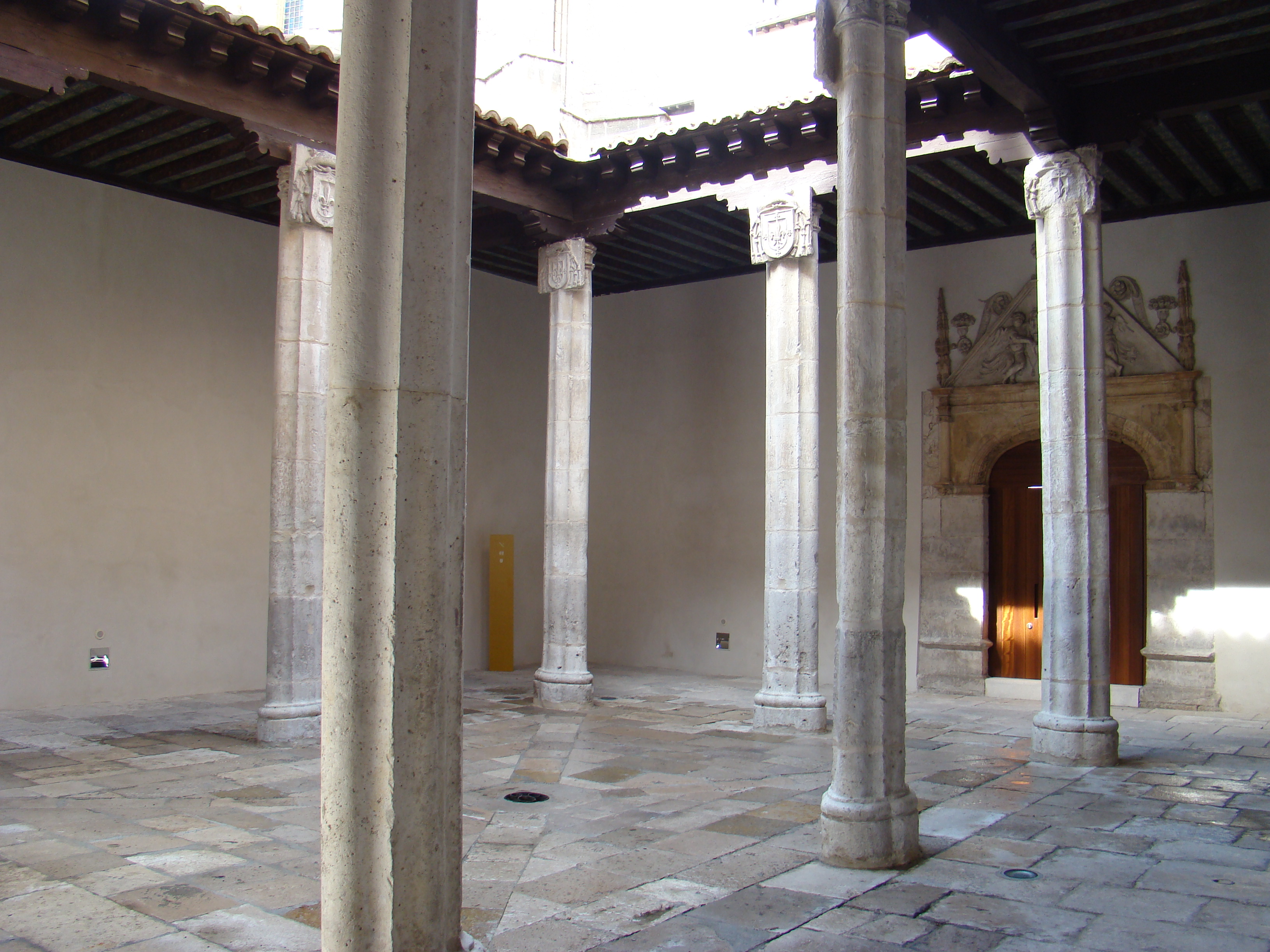
Patio de Estudios del antiguo Colegio de San Gregorio. Fue el primero de los espacios distribuidores del edificio.

La ausencia de documentación sobre la historia de su construcción así como la mezcla de varios elementos estilísticos dificultan la atribución tanto del programa ornamental de la construcción como de la realización de las distintas unidades arquitectónicas.
Por su forma, la fachada principal se encuentra relacionada con el taller de Gil de Siloé, aunque también presenta elementos propios de la escuela toledana.
El patio del Colegio, que se ha relacionado con el palacio del Infantado de Guadalajara, se atribuyó al arquitecto Juan Guas aunque ciertos motivos arquitectónicos y decorativos fueron empleados por Bartolomé de Solórzano, maestro de la catedral de Palencia y activo en la misma época en Valladolid.
Finalmente, la capilla del Colegio parece ser de Simón de Colonia, aunque pudieron intervenir los maestros Juan Guas y Juan de Talavera.

## Descripción

### Fachada

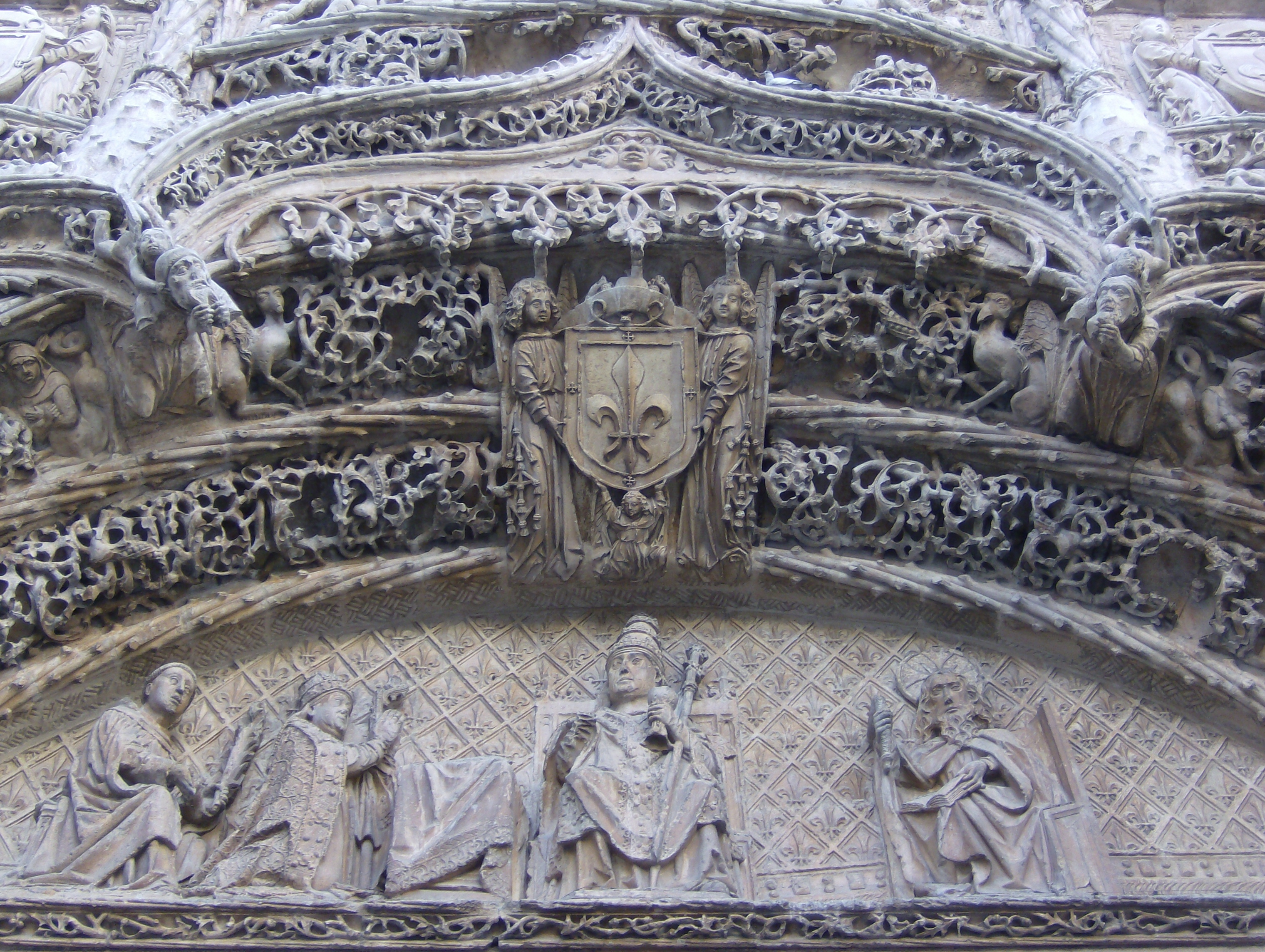
El tímpano de la fachada.

La fachada fue concebida como un telón o estandarte (arquitectura suspendida). Su compartimentación se organiza con elementos vegetales que evocan los arcos triunfales construidos con madera y enramada, reforzándose su carácter civil y urbano. Dada su significación simbólica, la explicación de los diferentes motivos y elementos que la integran ofrece una gran dificultad, tanto individualmente como en su totalidad y en la relación entre los diferentes elementos.

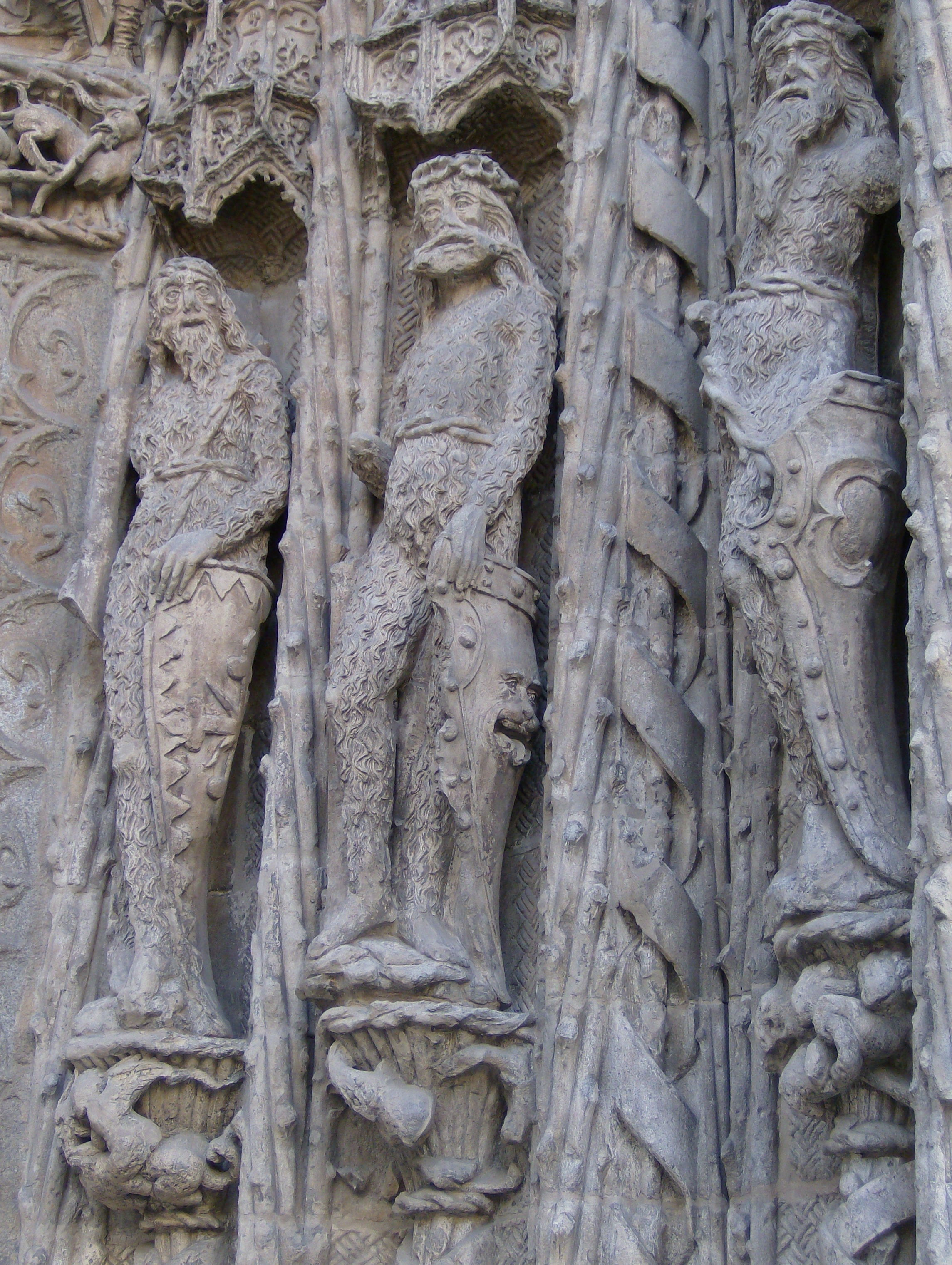
Los hombres salvajes.

En el tímpano principal y sobre el dintel decorado con flor de lis aparece la dedicatoria y la ofrenda del Colegio por parte del fraile dominico Alonso de Burgos a san Gregorio Magno en presencia de San Pablo y Santo Domingo.
Destacan las figuras de hombres silvestres cubiertos, o no, de pelo, y con garrotes y escudos; o bien aluden a la costumbre cortesana de disfrazar escuderos con ocasión de fiestas, o bien representan la imagen mítica del «hombre natural», tal como se discutió por esas fechas y entran en diálogo visual con esculturas de caballeros, vestidos con armaduras y portando lanzas y escudos, encarnando la Virtud.
La parte central superior está ocupada por un pilón hexagonal, rebosante de agua, que puede evocar la especulación intelectual como Fuente de la Vida. En torno al pilón, se arremolinan parejas de niños y de él arranca el tronco de un granado, en posible alusión a la Fuente de la Vida y al Árbol de la Ciencia, aparte de la celebración de la reciente conquista del Reino de Granada. Todo el relieve central de la fachada se constituye con esta representación simbólica de un microcosmos, a imagen del Paraíso, lugar hacia donde deberían dirigirse los hombres mediante el conocimiento de las Artes y la Teología.
La presencia del escudo de los Reyes Católicos, sostenido por leones y por el águila de San Juan podría tener una significación política o podría ser una alusión a la dedicación del edificio a la Monarquía, a la que Alonso de Burgos nombró heredera y patrona del Colegio.

### Patio, claustro y escalera

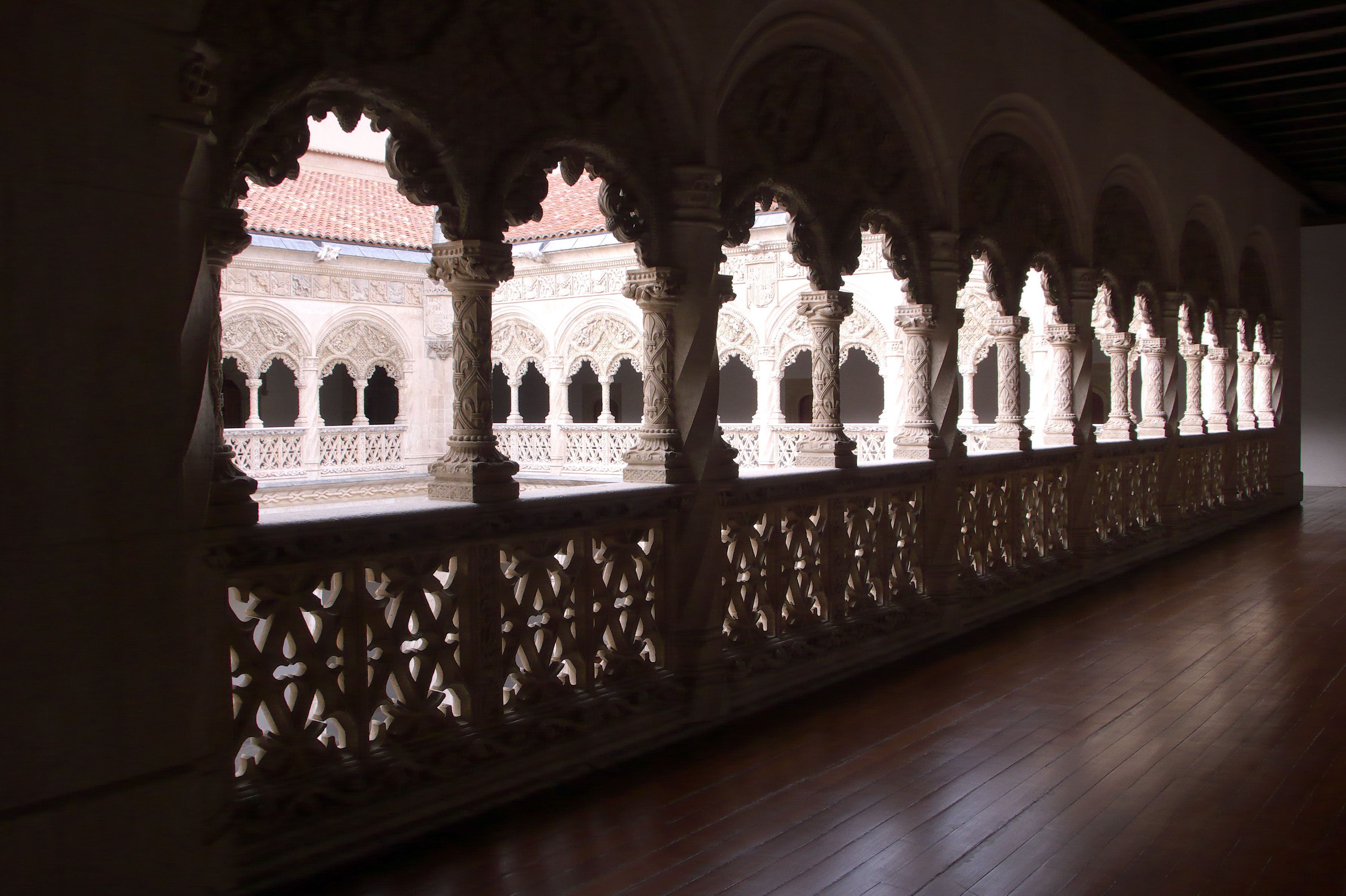
Arquerías del piso superior del patio.

El patio del Colegio es de planta cuadrada y representa una de las joyas de estilo hispanoflamenco. Sus dos pisos se levantan sobre pilares helicoidales decorados sus capiteles con medias bolas y lises separados ambos por el tema de la cadena.
En las arquerías del piso superior se encuentra toda la decoración mediante calados pretiles de tracería gótica y cortinas pétreas que al abrirse originan arcos geminados de guirnaldas y follaje, entre los que juguetean niños, concebido con una talla muy plana próxima al estilo renacentista. Un friso de yugos y flechas y las gárgolas es lo único que se conserva de su antiguo coronamiento.
El acceso al piso superior se realiza a través de una sola escalera con pretiles góticos a los que se suceden los paramentos almohadillados de su caja decorada también con el timbre heráldico del fundador  y con un artesonado mudéjar, en cuyo friso se pueden observar las iniciales de los Reyes Católicos y que cierra todo su ámbito.

### Capilla

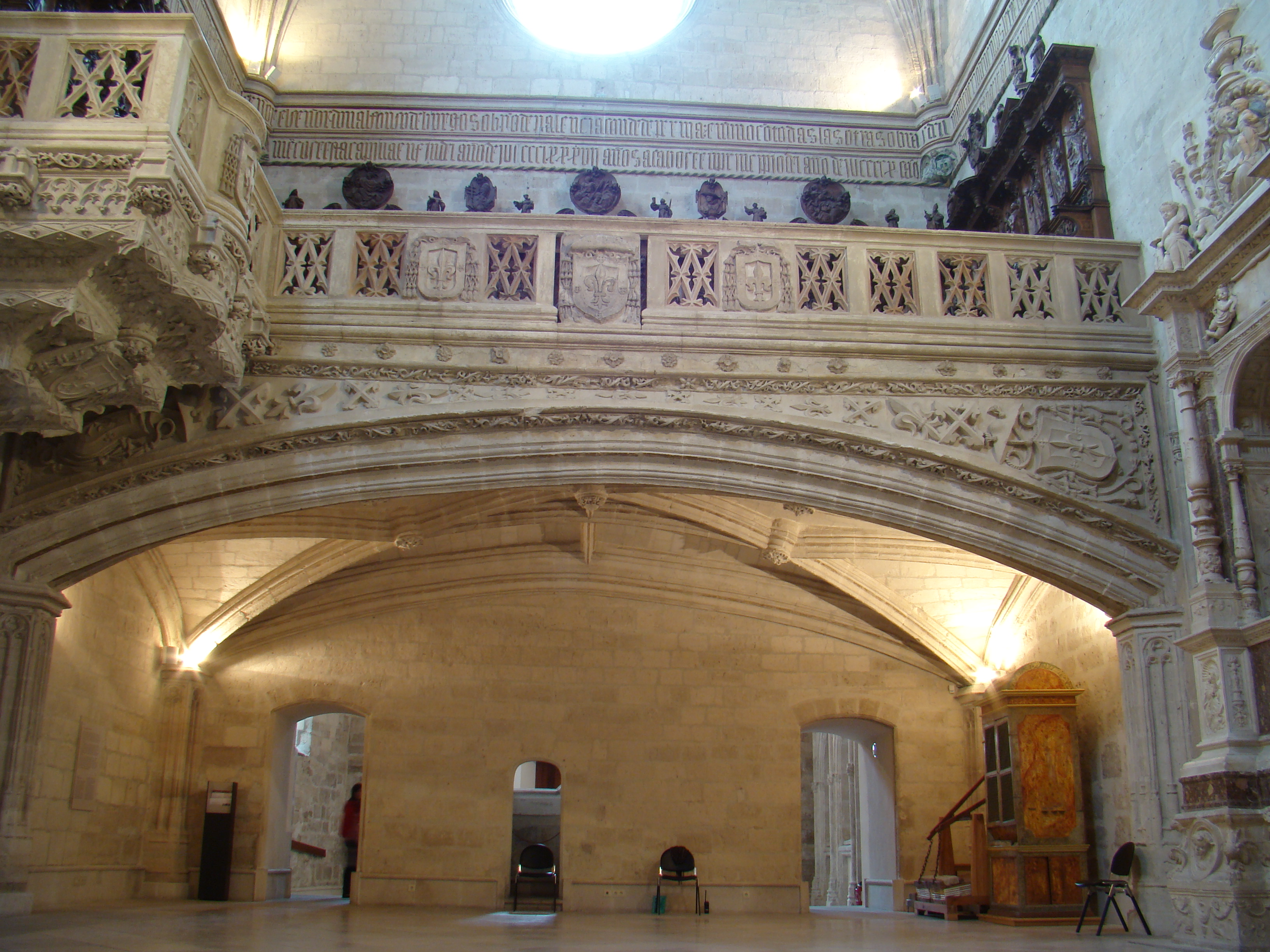
Coro de la capilla

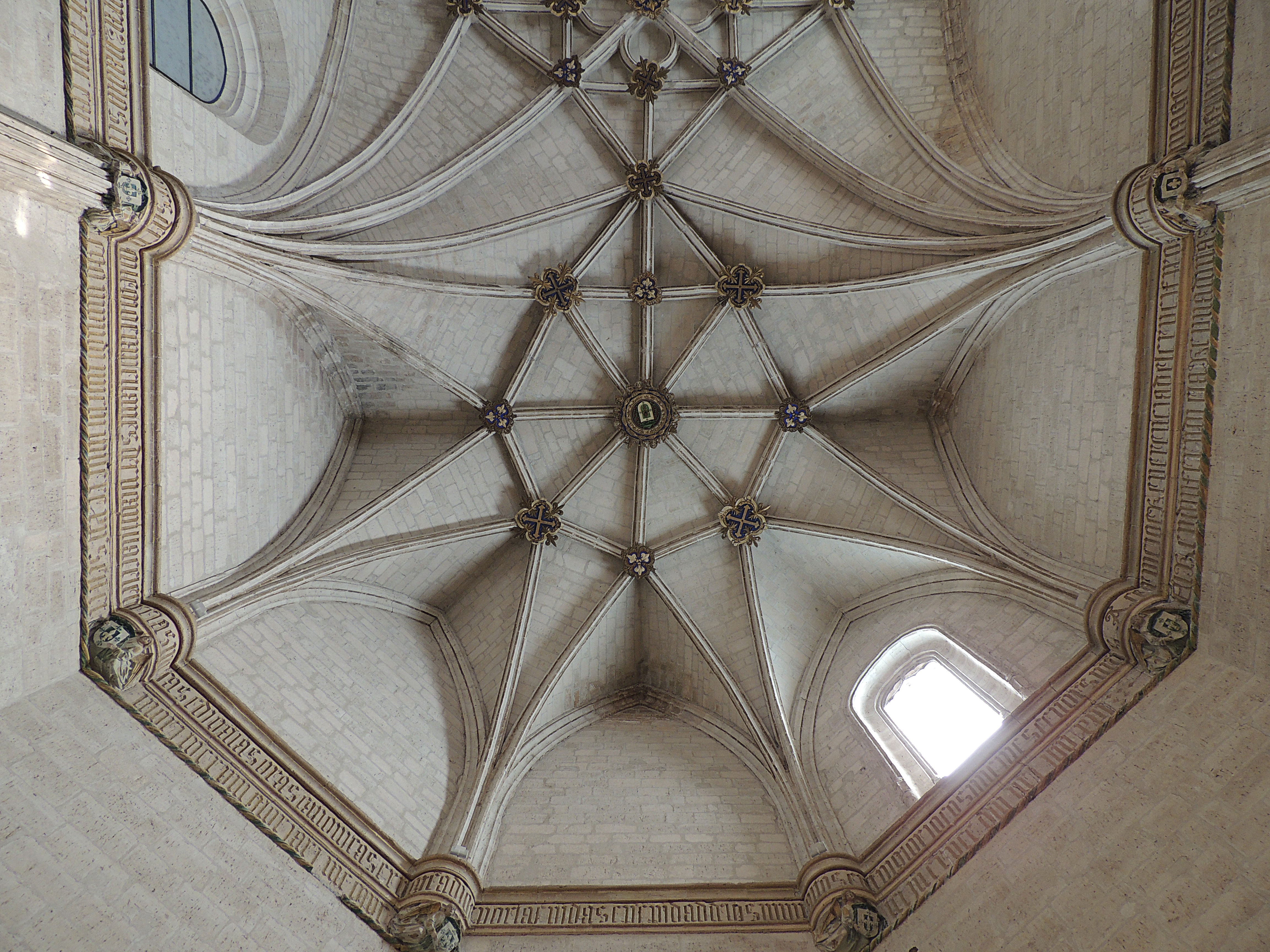
Bóveda de la capilla

La capilla del Colegio en la que se enterró Alonso de Burgos se inició en 1484, terminándose unos seis años después, según reza una inscripción. Su construcción no estuvo exenta de incidentes; se multó a sus artífices en 1488 por haberse considerado defectuosa su fábrica.
Su estructura es sencilla; consta de dos tramos rectangulares y un ábside poligonal, cubiertos con bóveda de crucería cuyos nervios se apoyan en ménsulas decoradas con esculturas de ángeles con las armas del patrono.
En 1499 se adosó a la capilla una sacristía de dos pisos, situada a los pies y comunicada con la Iglesia de San Pablo, cuya obra corrió a cargo de Simón de Colonia; también se le encargó la construcción de un corredor que conectase el Colegio con la capilla, hoy desaparecido.
Del antiguo mobiliario religioso de la capilla hoy no queda nada en su interior.
El sepulcro de fray Alonso de Burgos, obra de Felipe Vigarny, que se situaba en el centro, y el retablo de Gil de Siloe, desaparecieron durante la guerra de la Independencia.
Algunos estalos de la sillería del coro, con curiosas imágenes talladas en los apoyamanos, rondan desperdigados en el Museo Diocesano de Valladolid.